# Danaborg
Danaborg, også kaldet Torsborg, i Vittaryd sogn, Ljungby kommun, Kronobergs län i Småland var en dansk borg, der blev opført i den svenske del af Kalmarunionen i 1455 under Christian 1. En naturlig høj blev mod syd afgravet for at skabe en tør grav. Beliggenheden beskyttedes yderligere af en mindre voldgrav og et voldanlæg mod syd. Voldgraven var forbundet med Lagan, og der findes spor af en tilsvarende voldgrav mod nord. Der er ingen synlige spor af bygninger på højen.
Ifølge Riksantikvarieämbetet er borgen eller borgvolden "120 m lang og 50-100 m bred beliggende på to høje bestående med hustomter og voldgrave. Den nordlige del udgøres af tre plateauer i halvcirkel med en diameter på ca. 10 m og 3,6 m - 4 m høje. Den vestlige plateau grænser mod syd til en tør grav, 20 m lang, 6 m bred og 2 m dyb, der løber med stærk hældning mod vest. Den eventuelle hustomt ligger på det øverste plateau og er 4x4 m store. Voldgraven mod syd er 95 m lang, ca. 8 m bred og ca. 2 m dyb. Hvor voldgraven slutter på østsiden gennemskæres højen af en naturlig sænkning, 28 m lang, ca. 10 m bred og ca. 6 m dyb, der er udjævnet i bunden og i vestenden forset med en gavlvold, 8 m lang, 4 m bred og 1 m høj."
Det er muligt at danskerne ikke nåede færdigopføre borgen, inden den blev indtaget af Karl Knutsons svenske styrker samme år. Borgen siges at have fået navnet Danasorg i folkmunde. Der er ikke foretaget arkæologisk udgravninger af borgen. Navnet "Torsborg" stammer muligvis fra den nærtliggende by Torset.